# عملية قطارات يافا 2024
عملية محطات يافا 2024 أو عملية يافا 2024 أو حادث إطلاق النار في يافا 2024 هو هجوم مسلح نفذه مقاومان فلسطينيان خارج محطة القطار الخفيف، في يافا، إسرائيل. وقع الهجوم في 1 أكتوبر 2024. وأسفر عن مقتل 8 إسرائيليين وإصابة 9 آخرين، بالإضافة إلى المهاجمين لاحقاً.

## تطورات سابقة
أطلقت إسرائيل عملية عسكرية كبرى باسم المخيمات الصيفيَّة («رعب المخيمات» بحسب المقاومة الفلسطينية) في 28 أغسطس 2024، هدفت من خلالها استهداف حركات المقاومة في الضفة الغربية بعد تصاعد هجماتها، بالتوازي مع الاجتياح الإسرائيلي لقطاع غزة.
وعلى الرغم من انخفاض وتيرة المواجهات في الضفة منذ 2 سبتمبر، جاء إطلاق النار في يافا ليسلط الضوء على عمليات المقاومة مجدداً وذلك قبيل حلول الذكرى السنوية الأولى لعملية طوفان الأقصى وبدء الغزو الإسرائيلي لقطاع غزة، في ظل تركيز إسرائيلي على الجبهة الشمالية مع تفاقم الصراع مع حزب الله وشن إسرائيل عملية برية في جنوب لبنان وقد جاء هجوم يافا بالتزامن مع الهجوم الصاروخي الإيراني الثاني على إسرائيل رداً على اغتيال إسماعيل هنية وحسن نصر الله.

## الهجوم
وقع الهجوم في الساعة السابعة مساءاً قبل 40 دقيقة من الهجوم الصاروخي الإيراني على إسرائيل. عندما دخل المهاجمان مسجد النزهة القريب وهما يُشهران بندقية هجومية طراز إم-16 (أو بندقية إم-4 بمنظار وفق مصادر أخرى) وسكين وحذرا المتواجدين في المسجد من الخروج، ثم توجها إلى محطة القطار الخفيف في شارع «شديروت يروشاليم» وصعدا على متن إحدى عرباته وفتحا النار على مجموعة من الإسرائيليين وقتلوا أربعة منهم ونزلا من العربة حيث استمرا في إطلاق النار وطعن المارة. لاحق رجال الشرطة الإسرائيلية وبعض الإسرائيليين المسلحين المُهاجمين وتمكنوا من قتل أحدهم وإصابة الآخر بإصابات خطيرة. وقد اعتُقد في البداية أن المهاجمين انتقلا إلى موقع ثانِ وهو كنيس في شارع غزة بتل أبيب، ولكن تبين لاحقاً أنه لم يشهد أي إطلاق نار، ولكن نُقل بعض المصابين إليه لتلقي العلاج. كما استُبعد وجود مسلحين في فندق هيرتسليا القريب نتيجة التباس.
تضاربت الأنباء بشأن الخسائر البشرية في الهجوم؛ حيث أُعلن عن مقتل 4 إسرائيليين كحصيلة أولية، ثم ارتفع العدد إلى 6 ثم 8 قتلى ثم انخفض إلى 7، هذا بالإضافة إلى إصابة 16 بجروح متفاوتة (منهم 6 بإصابات خطيرة). نقلت وسائل إعلامية عن إذاعة الجيش الإسرائيلي أن منفذي العملية تسللا لإسرائيل وطعنا جندياً واستوليا على سلاحه ونفذا الهجوم به. وهو ما أكده بيان القسام عن العملية فيما بعد. لاحقاً، اقتحمت أجهزة الأمن الإسرائيلية المسجد الذي خرج منه المسلحان وأجرت تحقيقات مع العاملين والمصلين. وهدد بن غفير وزير الأمن القومي الإسرائيلي ، خلال معاينته لموقع الهجوم، بهدم المسجد إذا تبين ضلوع موظفيه في الهجوم. وطلب بتسلئيل سموتريش وزير المالية خلال اجتماع الكابينت ترحيل عائلاتي المنفذين إلى قطاع غزة، دون أن يعلن فيما إذا تحقق طلبه أم لا. كما اقتحمت السلطات الإسرائيلية منازل المهاجمين في الخليل واعتقلت أقاربهما.

## هوية المهاجمين
منفذا الهجوم هما محمد راشد مسك (19 عاماً، قُتل في الهجوم) وأحمد عبدالفتاح الهيموني (25 عاماً، أُصيب واعتُقل) وقد أُبلغ عنهما في البداية بالخطأ باسم محمد خلف ساهر رجب وحسن محمد حسن التميمي والاثنان من سكان مدينة الخليل في الضفة الغربية. أعلنت كتائب القسام مسؤوليتها عن الهجوم وباركت حركة حماس الهجوم ودعت الشعب الفلسطيني في الضفة والقدس والداخل المحتل إلى تصعيد كل أشكال المقاومة.

## تطورات لاحقة
شنت القوات الجوية الإسرائيلية غارة انتقامية في الثالث من أكتوبر على مدينة طولكرم لأول مرة منذ الانتفاضة الثانية وهي ثالث مدينة فلسطينية في الضفة الغربية تتعرض للقصف الجوي خلال الحرب الفلسطينية الإسرائيلية، بعد جنين ونابلس. استهدفت الغارة بصاروخ واحد على الأقل مبنى سكنياً من 3 طوابق يضم مقهى في الطابق الأرضي في حارة الحمام بمخيم طولكرم، مما أسفر عن تدمير المبنى بالكامل ومقتل 18 فلسطينياً (من بينهم ما لا يقل عن 3 أطفال وامرأتان)، فضلاً عن المصابين. قُتل في الغارة أيضاً زاهى ياسر عوفى (مع زوجته وابنته)، قائد حماس في طولكرم، والذي كان هدف الغارة. أدانت الأمم المتحدة الغارة الإسرائيلية واعتبرتها «غير مشروعة».